# Академия Военно-морских сил им. Героев Вестерплатте
Академия Военно-морских сил им. Героев Вестерплатте (пол. Akademia Marynarki Wojennej im. Bohaterów Westerplatte) — польское военно-учебное заведение, поднадзорное Министру национальной обороны Польши. Находится в Гдыне, Польша. Обучает военных курсантов и гражданских студентов по специальностям, связанным с навигацией и морской механикой, а также обороной. Преемница Временных Инструкторских Курсов для офицеров, Офицерской Школы Военно-морских сил, Школы курсантов Военно-морских сил и Высшей Школы Военно-морских сил.

## История

### Временные Инструкторские Курсы для офицеров (1921)
После восстановления независимости польского государства и создания 28 ноября 1918 года ВМС Польши, страна создавала с нуля систему морского военного образования. Организация и развитие военно-морских сил с самого начала требовали постоянного увеличения числа офицеров — морских специалистов. Острая потребность в них, особенно в младших офицерах, а также необходимость иметь собственный национальный офицерский корпус, обусловили организацию весной 1920 года в Торуне первого Курса для офицеров речной флотилии. После окончания советско-польской войны (1919—1921), в которой принимала участие большая часть личного состава ВМС, началось создание военно-морской офицерской школы. Приказом руководителя Департамента по морским делам Казимежа Порембского с 20 марта 1921 года в Торуне сформированы Временные Инструкторские Курсы для офицеров (польск.Tymczasowe Kursy Instruktorskie dla Oficerów,TIK), которые стали базой для создания последующей Офицерской Школы ВМС. Курсы осуществляли переобучение офицеров и унтер-офицеров из сухопутных войск к службе на кораблях. На 18-месячную учебу принимались кандидаты, уже имевшие военные и технические знания. Теоретические занятия включали в себя предметы о морской навигации, строительстве кораблей и корабельном вооружении, морскую тактику. Изучался также английский язык. В процессе обучения почти половину времени (8 месяцев) составляла морская практика на кораблях. В общей сложности курсы окончили 39 офицеров.

### Офицерская Школа Военно-морских сил (1922)
1 октября 1922 года руководитель Департамента по морским делам Казимеж Порембский приказал до 6 ноября 1922 года создать Офицерскую школу Военно-морских сил (польск. Oficerska Szkoła Marynarki Wojennej,OSMW) в Торуне. Новая, состоящая только из одного факультета школа должна была осуществлять программу подготовки морских (палубных) офицеров с нуля. Помимо военной среды кандидаты набирались также из числа гражданских лиц и могли не иметь военные и технические знания. Первый набор курсантов состоялся летом 1923 года, а первый выпуск окончивших школу — 25 октября 1925 года. 
 Первоначально срок обучения составлял 2 года, а в 1924 году продлен до 3 лет. Лекции делились на общевойсковые предметы (муштра, регламенты и т. д.), морские (навигация, метеорология, вооружение и т. д.), вспомогательные (химия, математика, физика) и общие (право, иностранные языки и т. д.).Во время обучения курсанты проходили в общей сложности год практики на кораблях «Комендант Пилсудский» (польск. ORP «Komendant Piłsudski») и «Генерал Халлер» (польск. ORP «Generał Haller»), а также иных кораблях.

### Школа курсантов Военно-морских сил (1928)
Очередное изменение названия Школы связано с реорганизацией системы военного образования всей польской армии. В соответствии с распоряжением министра по военным делам Польши маршала Юзефа Пилсудского 19 октября 1928 года Офицерская Школа ВМС переименована в Школу курсантов Военно-морских сил (польск. Szkołą Podchorążych Marynarki Wojennej, SPMW). Система набора набора и обучения осталась неизменной, но была значительно реорганизована структура школы. С 1931 года школа стала принимать кандидатов в офицеры в Морском Техническом Корпусе ВМС. Для этих целей в школе были созданы 2 факультета: морской и технический. Курсанты морского факультета проходили практику в основном на корабле «Искра» (польск. ORP «Iskra»), а технического — на корабле «Вилия» (польск. ORP «Wilia»).
 В 1935 году создан административный факультет, для подготовки офицеров морской администрации. Были разработаны новые учебные программы, соответствующие требованиям неполного высшего профессионального образования. В 1938 году школа переехала из Торуня в Быдгощ.
До 1932 года школа использовала непосредственную помощь преподавателей и инструкторов французских ВМС, а также опыт польских офицеров, обучавшихся с 1921 года во Франции, что в значительной степени влияло на программу и процесс обучения. По французскому образцу была введена система различных курсов для офицеров: офицерские курсы тактики (с 1930 года), курс офицеров морской артиллерии (с 1932), курс сигнальных офицеров (с 1932), офицерский курс наблюдателей морской авиации (с 1933), курс офицеров подводного оружия (с 1934), курс офицеров навигации (с 1934), а также высший курс тактики (с 1938).
В 1928—1939 годах морской факультет школы окончили 173 выпускника, технический факультет — 23, административный факультет — 12, на различных курсах прошли обучение 158 офицеров.
С началом Второй мировой войны, в период сентябрьской кампании в Польше офицеры и курсанты школы принимали активное участие в боевых действиях, но в основном на суше. Сама школа была эвакуирована в Пинск, где 12 сентября 1939 года расформирована. Позднее часть офицеров и курсантов школы смогли добраться до Великобритании. Там же оказались 60 курсантов, которые перед самой войной проходили практику на кораблях «Искра» и «Вилия».

### Школа курсантов Военно-морских сил (1939)
25 ноября 1939 года приказом командующего ВМС Польши контр-адмирала Ежи Свирского Школа курсантов ВМС воссоздана в Великобритании. Главной задачей открытия школы изначально было завершение процесса обучения оказавшихся там курсантов. Позднее курсанты школы набирались также из числа унтер-офицеров и матросов. Система обучения не сильно изменилась по сравнению с довоенной эпохой, но практику курсанты проходили на кораблях Королевского военно-морского флота Великобритании. Кроме того, 17 сентября 1943 года была создана Школа офицеров запаса ВМС (польск. Szkołą Podchorążych Rezerwy Marynarki Wojennej, SPRMW), которая имела со Школой курсантов ВМС общую команду. Новая школа готовила кадры для будущих ВМС Польши, которые планировалось создать после окончания Второй мировой войны. Школа курсантов ВМС сначала размещалась на корабле «Гдыня» (польск. ORP «Gdynia») в Плимуте, а затем вместе со Школой офицеров запаса ВМС в городах Бикли и Окхемптон графства Девон. 25 ноября 1946 года обе школы были ликвидированы. С 1939 по 1946 год Школу курсантов ВМС окончили 125 выпускников. Выпускниками различных курсов были 49 офицеров.

### Офицерская Школа Военно-морских сил (1946)
18 января 1946 года министр национальной обороны ПНР маршал Михал Роля-Жимерский распорядился создать военно-морскую школу. И. о. командующего ВМС Польши контр-адмирал Адам Могучий 1 февраля 1946 года издал приказ о формировании в Гдыне Офицерской Школы Военно-морских сил (польск. Oficerska Szkoła Marynarki Wojennej, OSMW). Первый год школа работала с 3 летним сроком обучения, который затем был увеличен до 4 лет. В школу курсантами принимались кандидаты, которые имели законченные 4 класса образования средней школы, предпочтение получали матросы и унтер-офицеры ВМС и офицеры сухопутных войск. Практику курсанты сначала проходили на гражданском паруснике «Дар Поморья» (польск. «Dar Pomorza»). В 1948 году школе был подчинён учебный корабль «Искра» (польск. ORP «Iskra»), а в 1951 году учебный пароход «Зетемповец» (польск. ORP «Zetempowiec»), которому в 1957 году возвращено прежнее название «Гриф» (польск. ORP «Gryf»). Офицерскую Школу ВМС окончило около 500 офицеров.

### Высшая Школа Военно-морских сил (1955)
Постановлением Совета Министров ПНР от 11 июня 1955 года вместо Офицерской Школы ВМС создана Высшая Школа Военно-морских сил (польск. Wyższa Szkoła Marynarki Wojennej, WSMW) — высшее военное учебное заведение на правах академии. Процесс преобразования OSMW в WSMW происходил поэтапно, фактически в 1955—1959 годах существовали две морские школы. В 1956 году Высшей Школе ВМС присвоено имя Героев Вестерплатте. Изначально в Школе были созданы 4 факультета: навигации и связи, морского вооружения, технический и заочный. В 1956 году ликвидирован заочный факультет, а в 1957 другие факультеты реорганизованы в 2 факультета: морской и технический. В 1974-1975 годах школа получила большой учебный корабль проекта 888 «Водник» (польск. ORP «Wodnik») и 3 катера «Курсант», «Кадет» и «Элев» (польск. OORP «Podchorąży», «Kadet», «Elew»). В 1976 году учебный корабль «Гриф» заменён новым, также проекта 888, с тем же названием. Корабли школы были организованы в единую группу учебных кораблей.
Программа обучения навигации и механике в школе была аналогичной гражданским морским вузам, её дополняли общевойсковые предметы и изучение морского вооружения. Выпускники обоих факультетов получали специальность профессионального инженера. Выпускники морского факультета могли подать заявление о приёме на Курс совершенствования офицеров и Высший курс командиров, после окончания которых становились дипломированными офицерами. В 1959 году для выпускников технического факультета была открыта магистратура. В 1968 году открыта Школа подофицеров ВМС.
Высшую Школу ВМС окончили около 2000 офицеров и 800 подофицеров.

### Академия Военно-морских сил (1987)
17 июля 1987 года Сейм ПНР принял закон о преобразовании Высшей Школы ВМС в Академию Военно-морских сил (польск. Akademia Marynarki Wojennej, AMW), со статусом университета. Первоначально Академия имела структуру прежней школы. В конце 90-х годов по военным направлениям обучения введена магистратура, с 1996 года открыто обучение студентов по гражданским специальностям: навигация, механика, международные отношения и педагогика. В 1994 году была расформирована группа учебных кораблей, а сами корабли переданы в дивизион учебно-исследовательских кораблей 3-й Флотилии кораблей ВМС Польши. В 2002 году ликвидирована Школа подофицеров ВМС. Создан факультет командования и управления, преобразованный затем в факультет управления и морских операций, который получил право присвоения учёных званий в области военных наук. В 2008 году создан факультет гуманитарных и социальных наук. В июне 1999 года к вступительным экзаменам в Академию впервые допущены женщины.
В 2012 году Академия отпраздновала 90-летний юбилей польского военно-морского образования.

## Структура
- Командование Академией

- Факультет навигации и корабельного вооружения (польск. Wydział Nawigacji i Uzbrojenia Okrętowego)
  - Институт навигации и морской гидрографии
  - Институт корабельного вооружения и информатики
  - Институт гидроакустики
  - Кафедра эксплуатации корабля
- Механико-электрический факультет (польск. Wydział Mechaniczno-Elektryczny)
  - Институт проектирования и эксплуатации кораблей
  - Институт основ техники
  - Кафедра математики и физики
- Факультет управления и морских операций (польск. Wydział Dowodzenia i Operacji Morskich)
  - Институт морских операций
  - Институт национальной безопасности
  - Центр анализа и прогнозирования морской безопасности государства
- Факультет гуманитарных и социальных наук (польск. Wydział Nauk Humanistycznych i Społecznych)
  - Институт международных отношений
  - Институт педагогики
  - Кафедра маринистики
- Школа изучения общеморских наук (польск. Studium Ogólnomorskie)
- Школа изучения общевойсковых наук (польск. Studium Ogólnowojskowe)
- Школа изучения иностранных языков (польск. Studium Języków Obcych)
- Учебный центр
- Центр повышения квалификации (польск. Centrum Doskonalenia Kursowego)
- Отдел образования
- Отдел науки
- Отдел безопасности
- Финансовый отдел
- Главная библиотека

Ректор-комендант (с 23 января 2015 года) — командор, профессор доктор наук Томаш Шубрыхт (польск. Tomasz Szubrycht).

## Обучение
В течение учебного года в Академии обучается около 8 000 студентов, курсантов и офицеров. Ежегодный набор (начало занятий с октября) — 1 500 человек. В Академии студенты и курсанты получают не только знания, но и практические навыки. Академия имеет ряд тренажеров, отображающих морскую реальность. В распоряжении студентов и курсантов симуляторы GMDSS, навигации, энергетических установок кораблей, подводного оружия и артиллерии. Самым современным и постоянно обновляемым является симулятор навигационного (капитанского) мостика. Академия имеет современные мультимедийные лекционные залы, спортивный зал и современную библиотеку.
Начиная с 2014/2015 учебного года военные курсанты Академии обучаются по четырём направлениям: навигации, механике и машиностроению, мехатронике, информатике. Гражданские студенты имеют возможность выбора между: навигацией, информатикой, механикой и машиностроением, информатикой и робототехникой, мехатроникой, национальной безопасностью, внутренней безопасностью, информационными системами в области безопасности, международными отношениями, армией в системе государственной службы, педагогикой.
В Академии также можно расширить свои знания в нескольких направлениях в аспирантуре, в том числе в области гидрографии, кризисного управления, управления логистикой, государственных закупок, педагогики, защиты секретной информации, а также безопасности массовых мероприятий.
Учебный центр Академии организует курсы в соответствии с Международной конвенцией о подготовке и дипломировании моряков и несении вахты (Конвенцией ПДМНВ-78/95).
В Академии работает 17 профессоров, 31 доктор наук и 85 кандидатов наук.
Академия сохраняет и культивирует свои богатые традиции, как военные, так и научные.